# Großpelsen
Großpelsen ist ein Ortsteil der Stadt Leisnig im Landkreis Mittelsachsen. 1925 hatte der Ort 80 Einwohner. 1938 wurde er nach Börtewitz eingemeindet, 1991 mit diesem nach Bockelwitz, 2012 mit diesem nach Leisnig.

## Geschichte
Das Dorf Großpelsen ist sorbischen Ursprungs, erkennbar an der Tatsache, dass es noch 1403 Wachkorn ins Vorwerk Tragnitz liefern musste, eine Abgabe, die wohl alle Dörfer zu liefern hatten, die vor der Bildung des Burgwards Leisnig entstanden waren.
1231 bestätigte Kaiser Friedrich II. dem Kloster Buch seinen Besitz, darunter die Güter, gelegen bei Polkenberg (prope Polex), genannt Bylsin, die Heinrich von Chorun von der Frau Irmgard und ihren Söhnen, den Reichsministerialen Friedrich und Heinrich, gekauft und dem Kloster übertragen hatte. 1306 wurde das Dorf an die Pfarrkirche in Bockelwitz gewiesen. 1319 übertrug Bgf. Albero von Leisnig das Dorf mit dem Allod an das Kloster Buch. Von einer Auflassung wird nichts gesagt, also wohl eine Schenkung. 1378 hatte Großpelsen jährlich 27 Scheffel Korn und dasselbe in Hafer, dazu ein Küchenrind, an das castrum Leisnig zu liefern. 1548 nennt das Amtserbbuch von Kloster Buch zu Großpelsen „9 besessene Mann, darunter 5 Pferdner, die sind alle dem Kloster Buch lehen- und zinsbar“ mit 17 Hufen. Das Erbgericht war beim Klosteramt, das Obergericht beim Amt Leisnig.
Der Ort war anfangs nach der Matthäi-Kirche Leisnig gepfarrt, seit 1286 nach Altleisnig, seit 1306 nach Bockelwitz.